# 柏木小右衛門

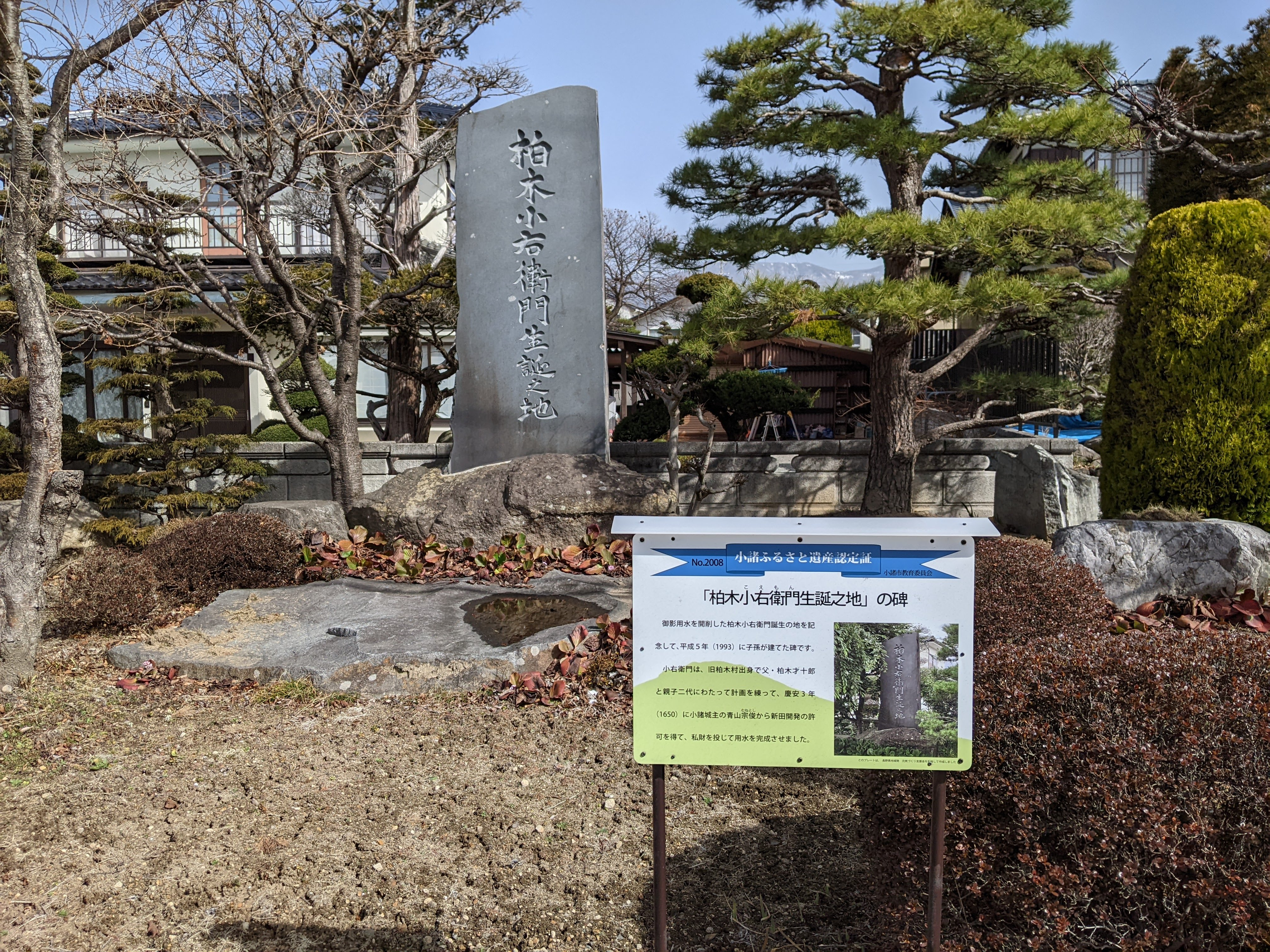
柏木小右衛門生誕之地の碑（小諸市四ツ谷）

柏木 小右衛門（かしわぎ こえもん、慶長13年（1608年） - 貞享3年7月25日（1686年9月12日））は、江戸時代前期の開拓者、新田開発者。名は吉政または義利。

## 経歴・人物
先祖は信濃国佐久郡松井・与良・柏木などを本拠とする在地小領主で、戦国時代には武田氏に仕えた。小右衛門の代に柏木村に土着。 慶安3年（1650年）に小諸藩主青山宗俊から下げ渡された廃村の曽根村の新田開発に着手し、浅間山麓に発見した水源から用水路を引き（御影用水）、承応2年（1653年）これを完成させ、御影新田村を拓いた。大正13年（1924年）に従五位を追贈された。

## 参考
- 『長野県百科事典』 信濃毎日新聞社、1974年